# 足夠黨
足夠黨（亞美尼亞語：Адеквад）是亞美尼亞的一個極右派政黨。該黨領袖為阿圖爾·丹尼利安，足夠黨的總部設立於亞美尼亞首都葉里溫。

## 歷史
足夠黨於2019年9月7日成立。該黨沒有直接參加任何亞美尼亞的選舉。該黨目前作為亞美尼亞國民議會外的反對黨而存在。

## 意識形態
足夠黨的意識形態為主張反全球化運動，有反西方情緒和反自由主義，反對同性婚姻、反對LGBT權益和不受控制的移民，並反對開放社會基金會在亞美尼亞的任何活動。足夠黨主張提高亞美尼亞的出生率，支持亞美尼亞使徒教會的活動。

## 活動
2019年6月，葉里溫警方逮捕阿圖爾·丹尼利安，其罪名是威脅對亞美尼亞總理尼科爾·帕希尼揚實施暴力。
2020年6月，足夠黨在美國駐亞美尼亞大使館前集會，抗議美國干涉亞美尼亞內政。有20名成員因公民不服從而被警方逮捕。